# Johnson (Vermont)
Johnson es un pueblo ubicado en el condado de Lamoille en el estado estadounidense de Vermont. En el año 2010 tenía una población de 3.446 habitantes y una densidad poblacional de 29,5 personas por km².

## Geografía
Johnson se encuentra ubicado en las coordenadas 44°38′38″N 72°40′52″O / 44.64389, -72.68111.

## Demografía
Según la Oficina del Censo en 2000 los ingresos medios por hogar en la localidad eran de $31,343 y los ingresos medios por familia eran $38,224. Los hombres tenían unos ingresos medios de $28,257 frente a los $20,610 para las mujeres. La renta per cápita para la localidad era de $15,014. Alrededor del 18.9% de la población estaba por debajo del umbral de pobreza.